# Arunachalflugsnappare
Arunachalflugsnappare (Cyornis magnirostris) är en fågel i familjen flugsnappare inom ordningen tättingar.

## Utseende
Arunachalflugsnapparen är en medelstor (15 cm) flugsnappare med blå, orange och vit handräkt och brunaktig hondräkt med rostfärgad övergump. Den är mycket lik bergflugsnapparen som den tidigare ansågs vara en del av, men har kraftigare näbb, längre vingar och något kortare stjärt. Vidare är benen ljusare, det orangefärgade på bröstet blekare och mindre utbrett och hos hanen kallare och ljusare blå i pannan.

## Utbredning och systematik
Fågeln häckar i östra Himalaya i nordöstra Indien (Sikkim, Arunachal Pradesh) samt även i norra Myanmar (Nam Ti, Naung Mung). Vintertid flyttar den söder ut till södra Myanmar (Tenasserim), södra Thailand och Malackahalvön. Den behandlas som monotypisk, det vill säga att den inte delas in i några underarter. Tidigare behandlades den som underart till bergflugsnapparen men urskiljs numera vanligen som egen art.

## Status och hot
Arunachalflugsnapparen tros minska relativt kraftigt i antal till följd av skogsavverkningar i övervintringsområdet på Malackahalvön. På grund av detta kategoriserar internationella naturvårdsunionen IUCN arten som nära hotad.